# Ulrich Schwantes
Ulrich Schwantes (* 1946 in Kamen) ist ein deutscher Arzt und Hochschullehrer.

## Leben
Ulrich Schwantes studierte zunächst von 1968 bis 1969 Biologie an der Albert-Ludwigs-Universität Freiburg, bevor er zur Humanmedizin wechselte. 1974 schloss er sein Studium ab und arbeitete als Medizinalassistent, bevor er 1976 die Approbation erhielt. 1979 erwarb er die Facharztanerkennung als Allgemeinmediziner. Im gleichen Jahr schloss er seine Promotion am Institut für Humangenetik der Universität Freiburg ab.
1980 ließ er sich als allgemeinmedizinischer Hausarzt in Wuppertal-Ronsdorf nieder. Ab dem Jahr 1992 bis 1998 arbeitete er neben seiner Praxistätigkeit als Lehrbeauftragter und wissenschaftlicher Mitarbeiter an der Heinrich-Heine-Universität Düsseldorf, wo er bei Aufbau der Abteilung für Allgemeinmedizin mitarbeitete. Während dieser Zeit erwarb er auch die Zusatzbezeichnungen Geriatrie (1995) und Psychotherapie (1997). 1998 erhielt er den Ruf an die Charité, wo er als Professor das von Vittoria Braun neu gegründete Institut für Allgemeinmedizin hälftig mitleitete. Er beteiligte sich maßgeblich am Aufbau des Reformstudiengangs Medizin. Weiterhin blieb er jedoch auch hausärztlich tätig. So eröffnete er 1999 in Berlin eine Praxis und 2003 eine in Schwante im Brandenburger Umland.
Ebenfalls 2003 wurde Ulrich Schwantes Mitglied der Landesärztekammer Brandenburg. 2007 erwarb er die Zusatzbezeichnung „Suchtmedizinische Grundversorgung“. Ein Jahr später wurde Schwantes Mitglied der Kammerversammlung der Landesärztekammer. Am 17. November 2012 wurde er in das Amt des Vizepräsidenten der Landesärztekammer Brandenburg gewählt. An der am 28. Oktober 2014 gegründeten Medizinischen Hochschule Brandenburg unterrichtet er Studierende im Fach Allgemeinmedizin. Weiterhin ist Schwantes auch nach seiner Emeritierung und dem Ausscheiden aus der Charité mit dieser als assoziierter Wissenschaftler verbunden. Dort forscht er im Kompetenznetzwerk „Schlaganfall“. Für das Bundesministerium für Gesundheit arbeitete er an einer Expertise zum Thema Sucht und Migration. Weiterhin war er kooperativ am Projekt Computergestützte interaktive Risikoanalyse zur Entscheidungshilfe für alkoholkranke Patienten nach einem Trauma beteiligt.

## Schriften (Auswahl)
- Zur molekularen Grundlage der G M2 -Gangliosidosen, 1979
- mit Eckart Bücken: Meditation zum Frieden, Der Kleine Verlag, 1985, ISBN 3-924166-12-9
- mit Helga von Berg-Harder: Fotolyrik: mit Augen fühlen, Der Kleine Verlag, 1986, ISBN 3-924166-03-X
- mit Peter Helmich, Regina Nöring, Jürgen in der Schmitten, Harald Seelbach, Wolfgang Sohn: Primärärztliche Patientenbetreuung, Schattauer Verlag Stuttgart, 1997, ISBN 3-7945-1776-8
- mit Markus Herrmann: Migranten und Sucht: eine quantitative und qualitative Expertise über Gesundheit, Krankheit und hausärztliche Versorgung von suchtgefährdeten und suchtkranken MigrantInnen, Schriftenreihe des Bundesministeriums für Gesundheit, Nomos-Verlag-Gesellschaft, 2002, ISBN 978-3-7890-7751-7
- Kapitelherausgeber in Harrison's Innere Medizin für die Kapitel Ärztliches Handeln und Entscheidungsfindung in der inneren Medizin, ABW Wissenschaftsverlag Berlin, 2003 (15. Aufl.), 2005 (16. Aufl.), 2009 (17. Aufl.), 2012 (18. Aufl.), ISBN 978-3-940615-20-6
- mit Thorsten Langer, Martin W. Schnell u. a.: Das Arzt-Patient-Gespräch, Hans Marseille Verlag München, 2009, ISBN 978-3-88616-131-7
- mit Michael Linden, Markus Bassler u. a. Therapeutisches Milieu: Healing Environment in medizinischer Rehabilitation und stationärer Behandlung, MWV Medizinisch Wissenschaftliche Verlagsgesellschaft, 2010, ISBN 3-941468-32-4
- mit  Theodor Dierk Petzold, Nadja Lehmann, Ottomar Bahrs, Andrea Commer, Katja Götz, Ronald Grossarth-Maticek, Florian Jeserich, Stefanie Joos, Gundl Kutschera, Claude-Hélène Mayer, Antje Miksch, Sabine Olbrich, Frank Schulz: Kommunikation mit Zukunft: Salutogenese und Resonanz, Verlag Gesunde Entwicklung, 2011, ISBN 978-3-9813922-2-7
- mit Kai P. Schnabel, Olaf Ahlers, Hiwa Dashti, Waltraud Georg: Ärztliche Fertigkeiten: Anamnese, Untersuchung, ausgewählte Anwendungsgebiete, Wissenschaftliche Verlagsgesellschaft Stuttgart, 2012, ISBN 978-3-8047-3077-9